# Джон Херингтън
Джон Бенет Херингтън (на английски: John Bennett Herrington) е американски тест пилот и астронавт от НАСА, участник в един космически полет.

## Образование
Джон Херингтън завършва колежа Plano Senior High School в Плейноу, Тексас през 1976 г. През 1973 г. получава бакалавърска степен по математика от университета на щата Колорадо в Колорадо Спрингс. През 1995 г. става магистър по аерокосмическо инженерство в Института за следдипломна квалификация на USN, Монтерей, Калифорния.

## Военна кариера
Джон Херингтън започва службата си в USN през 1984 г. През март 1985 г. става военноморски пилот. Зачислен е в патрулираща ескадрила 31 (VP-31), базирана в Калифорния. Лети на самолет за борба с подводници P-3C Orion. През декември 1990 г. завършва школа за тест пилоти в Мериленд. По време на службата си има над 3800 полетни часа на 30 различни типа самолети.

## Служба в НАСА
Джон Херингтън е избран за астронавт от НАСА на 1 май 1996 г., Астронавтска група №16. Взема участие в един космически полет. Има в актива си три космически разходки с обща продължителност 19 часа и 55 минути.
| Космически полет на Джон Бенет Херингтън                       | Космически полет на Джон Бенет Херингтън | Космически полет на Джон Бенет Херингтън | Космически полет на Джон Бенет Херингтън | Космически полет на Джон Бенет Херингтън | Космически полет на Джон Бенет Херингтън | Космически полет на Джон Бенет Херингтън |
| №                                                              | Дата                                     | КК                                       | Емблема на мисията                       | Функции                                  | Продължителност                          |                                          |
| -------------------------------------------------------------- | ---------------------------------------- | ---------------------------------------- | ---------------------------------------- | ---------------------------------------- | ---------------------------------------- | ---------------------------------------- |
| 1                                                              | 24 ноември 2002                          | „Индевър“, мисия STS-113                 |                                          | Пилот                                    | 13 денонощия 18 часа 48 мин. 38 сек.     |                                          |
| Сумарно време в космоса – 13 денонощия 18 часа 48 мин. 38 сек. |                                          |                                          |                                          |                                          |                                          |                                          |

## Награди
- Медал за похвала на USN;
- Медал за видни заслуги на USN;
- Медал за видни заслуги на USCG;
- Медал за участие в специални операции на USCG;
- Медал за служба в националната отбрана;
- Медал за служба в USN (3).